# Нонгбуалампху (провинция)
 Нонгбуалампху  (тайск. หนองบัวลำภู) — провинция (чангват) в северо-восточной части Таиланда, в регионе Исан.
Административный центр — город Нонгбуалампху.

## География
Провинция находится на севере региона Исан примерно в 440 км к северо-востоку от Бангкока. Общая площадь провинции составляет 3859 км² и занимает 55-е место по площади среди всех регионов страны.
На севере и востоке граничит с провинцией Удонтхани, на юге — с провинцией Кхонкэн, на западе — с провинцией Лей.

## Административный состав
В состав провинции входят 6 ампхе, состоящие в свою очередь из 59 тамбонов и 636 мубанов.

## Население
По состоянию на 2015 год население провинции составляет 510 074 человека. Плотность населения — 132 чел/км². Численность женской части населения (49,8 %) немного уступает численности мужской (50,2 %).